# Danail Milušev
Danail Milušev (in bulgaro Данаил Милушев?; Varna, 2 marzo 1984) è un pallavolista bulgaro, opposto della Rinascita Lagonegro.

## Carriera
La carriera professionistica di Danail Milušev inizia nella stagione 2002-03 quando viene ingaggiato dal Lukoil Neftohimik Burgas, nella Superliga bulgara, club a cui resta legato per tre annate; tuttavia già dal 2000 aveva avuto convocazioni nella nazionale bulgara.
Nella stagione 2005-06 si trasferisce in Italia per militare tra le file della Pallavolo Mantova, in Serie A2, mentre nella stagione 2006-07 è nella squadra francese dell'Association Sportive Cannes Volley-Ball, in Pro A, con cui vince la Coppa di Francia: nella stessa categoria gioca anche nell'annata successiva vestendo la maglia del Tours Volley-Ball.
Per il campionato 2008-09 è all'Halk Bankası Spor Kulübü, nella Voleybol 1.Ligi turca e in quello 2009-10 al Korean Air Jumbos Volleyball Club, nella V-League sudcoreana.
Ritorna in Italia per la stagione 2010-11 ingaggiato dalla New Mater Volley di Castellana Grotte, in Serie A1, club dove resta anche nell'annata successiva, dopo la retrocessione in Serie A2, aggiudicandosi la Coppa Italia di categoria: è ancora nel campionato cadetto italiano nella stagione 2012-13 difendendo i colori dell'Argos Volley di Sora.
È nuovamente nella Ligue A francese per l'annata 2013-14 dopo l'acquisto dello Spacer's Toulouse Volley, mentre in quella successiva si trasferisce in Giappone per accasarsi al FC Tokyo, in V.Premier League.
Nella stagione 2015-16 è ancora nella Serie A1 italiana con il Powervolley Milano. Per il campionato 2016-17 si accasa al club polacco dell'Espadon Szczecin, in Polska Liga Siatkówki, mentre in quello successivo ritorna in Italia, nella Rinascita Volley '78 Lagonegro, in Serie A2.

## Palmarès

### Club
- Coppa di Francia: 1

2006-07
- Coppa Italia di Serie A2: 1

2011-12

### Nazionale (competizioni minori)
- Campionato mondiale Under-21 2003